# Gmina Ward (Iowa)

Położenie Gminy Ward w hrabstwie Clarke

Gmina Ward (ang. Ward Township) – gmina w USA, w stanie Iowa, w hrabstwie Clarke. Według danych z 2000 roku gmina miała 228 mieszkańców, a jej powierzchnia wynosi 85,27 km².